# ディスプレイデバイス

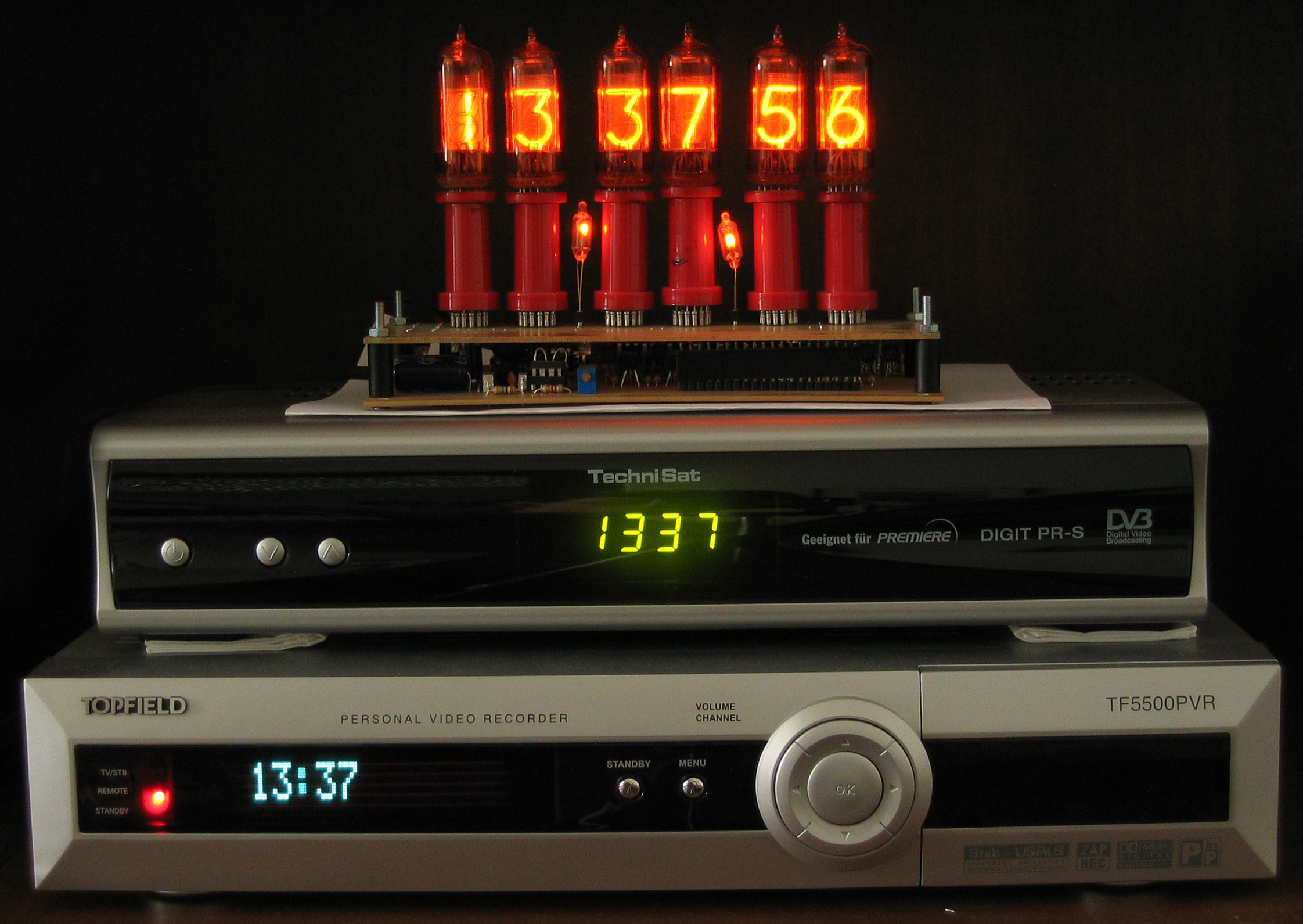
上からニキシー管、 LEDディスプレイ、 VFディスプレイ

ディスプレイデバイス（英語: Display device）は、視覚系統または体性感覚で情報を表示するための出力機器（後者は、視覚障害者向けの点字ディスプレイ使用される）。入力情報に電気信号がある場合、そのディスプレイは電子ディスプレイと呼ばれる。

## 電子ディスプレイの種類

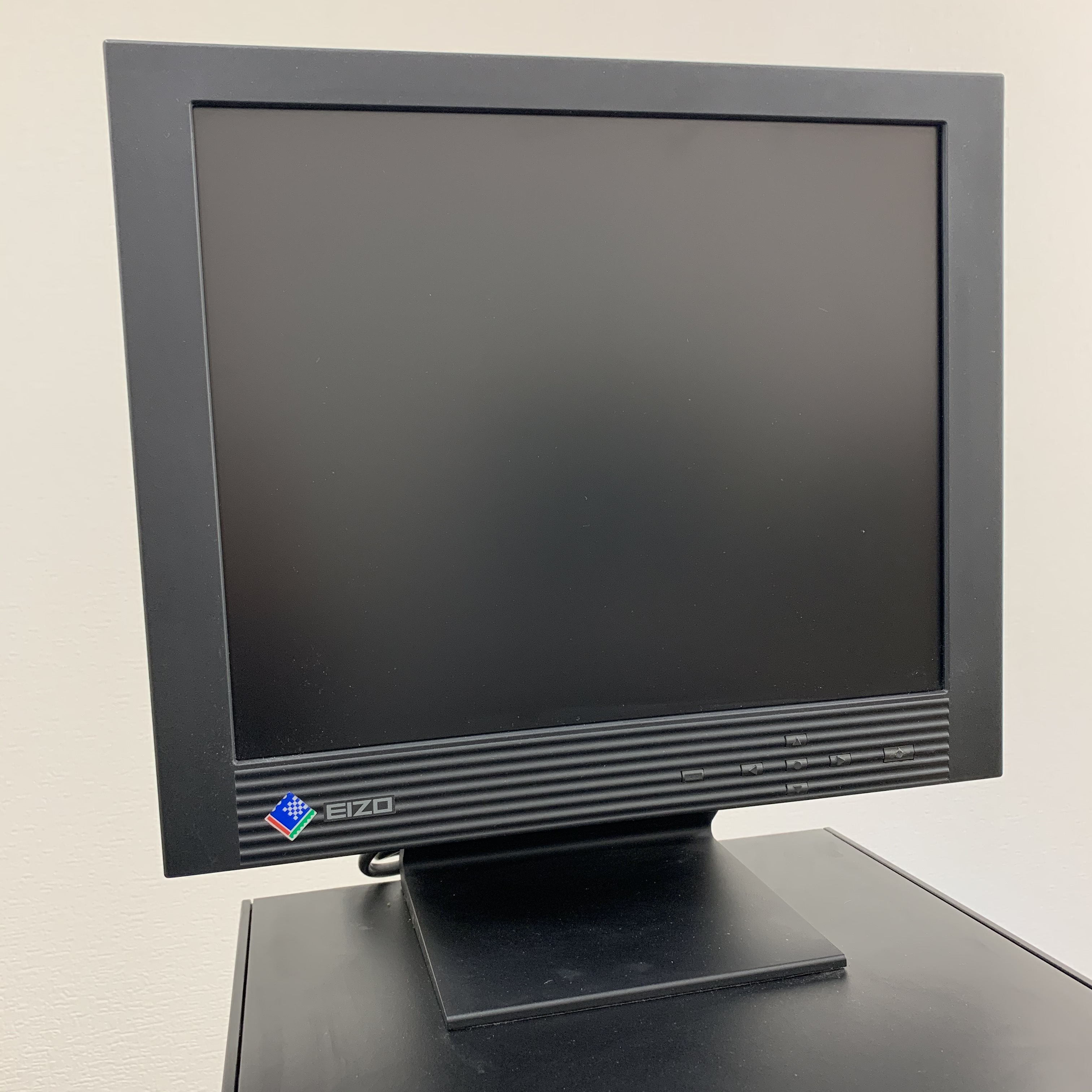
TFT液晶ディスプレイ

### 用途
これらは、現在使用されているさまざまなディスプレイを製造するために使用されるテクノロジー。
- エレクトロルミネセンス・ディスプレイ（英語版）
- 液晶ディスプレイ（LCD）
  - 発光ダイオード（LED）LEDバックライト付きLCD（英語版）
  - 薄膜トランジスタ（TFT）LCD
- LEDディスプレイ（英語版）
  - OLEDディスプレイ
  - AMOLEDディスプレイ
- プラズマ（PDP）ディスプレイ
- 量子ドットディスプレイ（英語版）

以前はブラウン管に広く使用されていた。

#### セグメントディスプレイ

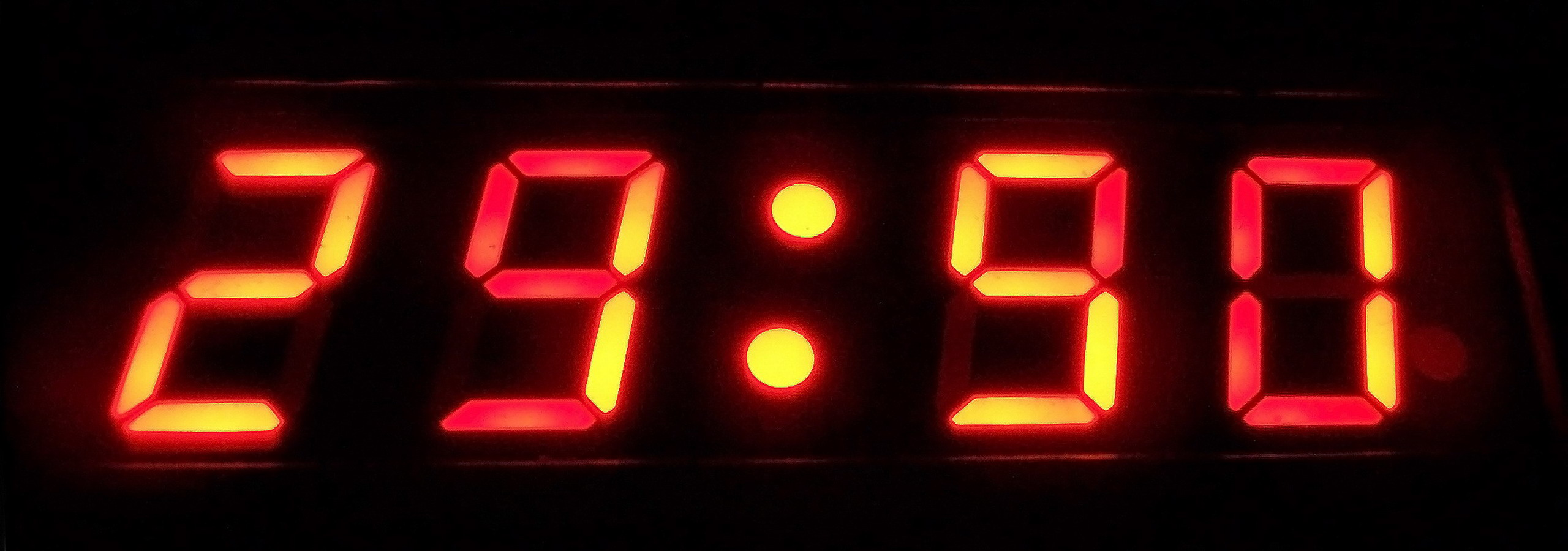
デジタル時計は変化する数字を表示する

一部のディスプレイでは、数字または英数字のみを表示する。これらは、オンとオフを切り替えて目的のグリフを表す複数のセグメントで構成されているため、セグメントディスプレイと呼ばれる。セグメントは通常、単一のLEDまたは液晶である。それらは主にデジタル時計やポケット電卓で使用され、いくつかのタイプがある。

並べて表示される共通セグメントディスプレイ： 7セグメントディスプレイ、 9セグメントディスプレイ、14セグメントディスプレイ、および16セグメントディスプレイ。

- 7セグメントディスプレイ（最も一般的、数字のみ）
- 9セグメントディスプレイ
- 14セグメントディスプレイ
- 16セグメントディスプレイ

日立 HD44780 LCD コントローラーは、LCD用に広く受け入れられているコントローラー。

##### セグメントディスプレイの基盤技術
- 白熱フィラメント
- 真空蛍光表示管
- 冷陰極ガス放電
- 発光ダイオード（LED）
- 液晶ディスプレイ（LCD）

#### フルエリア2次元ディスプレイ
全領域（通常は長方形）をカバーする2次元ディスプレイは、ビデオを表示する主な様式であるため、ビデオディスプレイとも呼ばれる。

##### フルエリア2次元ディスプレイのアプリケーション
フルエリアの2次元ディスプレイは、以下の例で使用さる。
- テレビセット
- コンピューターモニター
- ヘッドマウントディスプレイ、ヘッドアップディスプレイ、バーチャル・リアリティヘッドセット
- ブロードキャスト・リファレンス・モニター
- 医療モニター
- モバイルディスプレイ（モバイルデバイス用）
- 高解像度スマートフォンディスプレイの比較（スマートフォン用）
- ビデオウォール

##### フルエリア2次元ディスプレイの基盤技術
フルエリア2次元ディスプレイの基盤となるテクノロジーは次のとおりです。
- ブラウン管ディスプレイ（CRT）
- LEDディスプレイ（英語版）（LED）
- エレクトロルミネセンスディスプレイ（英語版）（ELD）
- 電子ペーパー、電子インク（英語版）
- プラズマディスプレイパネル（PDP）
- 液晶ディスプレイ（LCD）
  - 高性能アドレッシング（英語版）ディスプレイ（HPA）
  - 薄膜トランジスタディスプレイ（TFT）
- 有機発光ダイオードディスプレイ（OLED）
- デジタルライトプロセッシングディスプレイ（DLP）
- 表面伝導型電子放出素子ディスプレイ（SED）（実験的）
- 電界放出ディスプレイ（FED）（実験的）
- レーザーTV （近日公開）
- カーボンナノチューブ（実験的）
- 量子ドットディスプレイ（英語版）（QLED）
- 干渉変調器ディスプレイ（英語版）（IMOD）
- デジタルマイクロシャッターディスプレイ（DMS）
- マイクロLED（開発中）

多重化ディスプレイ技術は、ほとんどのディスプレイデバイスを駆動するために使用される。

#### 三次元ディスプレイ

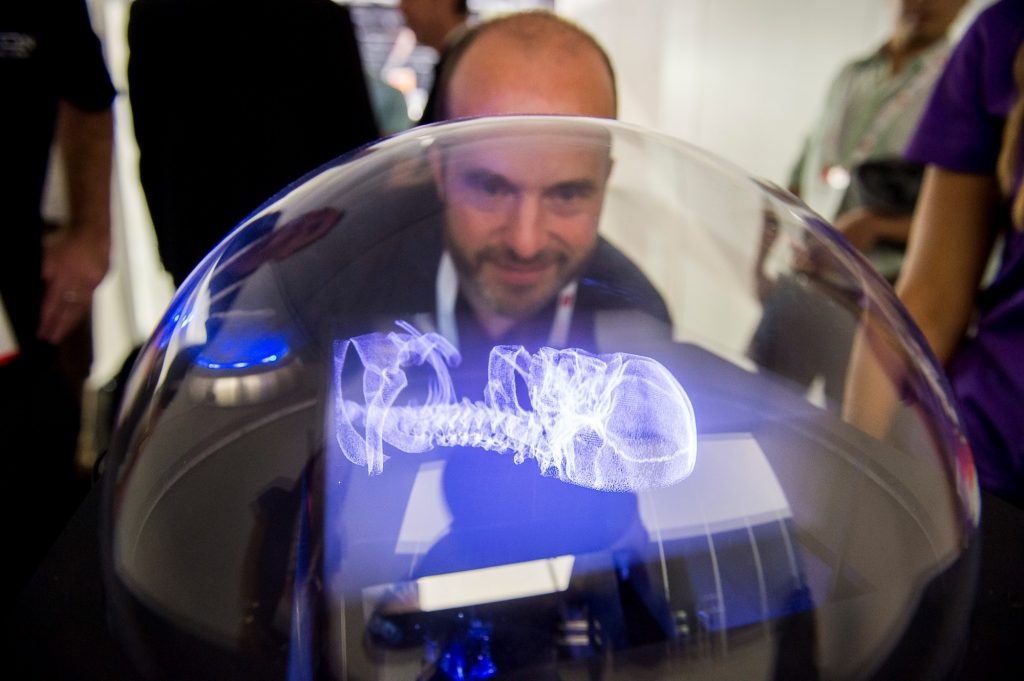
3D表示されている高解像度医療データ

- スイープ・ボリューム・ディスプレイ（英語版）
- バリフォーカルミラーディスプレイ
- 放射ボリュームディスプレイ
- レーザーディスプレイ
- ホログラフィックディスプレイ（英語版）
- ライトフィールドディスプレイ

### メカニカルタイプ
- ティッカーテープ（歴史的）
- スプリットフラップディスプレイ（または単にフラップディスプレイ）
- フリップ-ディスク・ディスプレイ（英語版）（またはフリップドットディスプレイ）
- ロールサイン
- 点字ディスプレイは通常、視覚障害者を対象としている。電気機械部品を使用して、触覚画像（通常はテキスト）を動的に更新し、画像が指で感じられるようにする。
  - オプタコン（英語版）は、光の代わりに金属棒を使用して、視覚障害者に触覚で画像を伝える。